# The New Order
The New Order – drugi album studyjny amerykańskiej grupy muzycznej Testament wydany 10 maja, 1988 roku. Do piosenki "Trial by Fire" został nagrany wideoklip. Nagrania dotarły do 136. miejsca listy Billboard 200 w USA.

## Lista utworów
Opracowano na podstawie materiału źródłowego.
| Nr  | Tytuł utworu              | Autorzy                   | Długość |
| --- | ------------------------- | ------------------------- | ------- |
| 1.  | „Eerie Inhabitants”       | Billy, Peterson, Skolnick | 5:06    |
| 2.  | „The New Order”           | Peterson, Skolnick        | 4:25    |
| 3.  | „Trial by Fire”           | Billy, Peterson, Skolnick | 4:14    |
| 4.  | „Into the Pit”            | Billy, Peterson, Skolnick | 2:46    |
| 5.  | „Hypnosis”                | Peterson, Skolnick        | 2:04    |
| 6.  | „Disciples of the Watch”  | Billy, Peterson, Skolnick | 5:05    |
| 7.  | „The Preacher”            | Billy, Peterson, Skolnick | 3:37    |
| 8.  | „Nobody's Fault”          | Tyler, Whitford           | 3:57    |
| 9.  | „A Day of Reckoning”      | Billy, Peterson, Skolnick | 4:00    |
| 10. | „Musical Death (A Dirge)” | Peterson, Skolnick        | 4:05    |
|     |                           |                           | 39:19   |

## Twórcy
Opracowano na podstawie materiału źródłowego.
- Chuck Billy - śpiew
- Eric Peterson - gitara elektryczna
- Alex Skolnick - gitara elektryczna
- Greg Christian - gitara basowa
- Louie Clemente - perkusja